# Qendër Ersekë
Qendër Ersekë là một xã trong quận Kolonjë thuộc hạt Korçë, Albania. Dân số năm 2005 là 4008 người.